# Herman P. Kopplemann

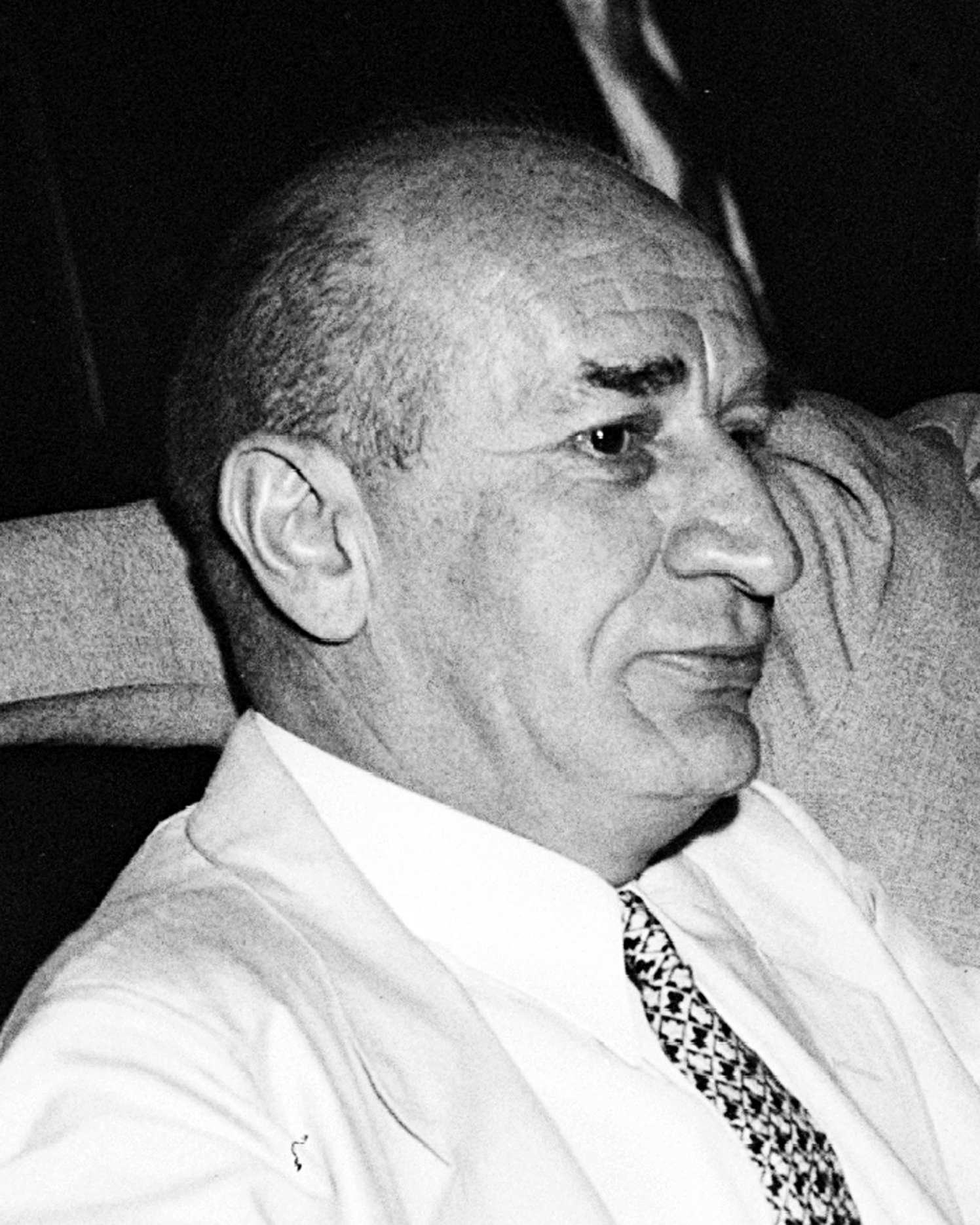
Herman P. Kopplemann (1935)

Herman Paul Kopplemann (* 1. Mai 1880 in Odessa, Ukraine; † 11. August 1957 in Hartford, Connecticut) war ein US-amerikanischer Politiker. Zwischen 1933 und 1947 vertrat er mehrfach den ersten Wahlbezirk des Bundesstaates Connecticut im US-Repräsentantenhaus.

## Werdegang
Herman Kopplemann wurde im Jahr 1880 in Odessa geboren, das damals zum Russischen Reich gehörte. Bereits im Jahr 1882 kam er mit seinen Eltern in die  Vereinigten Staaten. Die Familie ließ sich in Hartford nieder, wo der junge Kopplemann die öffentlichen Schulen besuchte. Im Jahr 1894 wurde er Verkäufer von Zeitungen und Magazinen. Später begann er eine politische Laufbahn in der Demokratischen Partei.
Zwischen 1904 und 1912 war Kopplemann Stadtrat in Hartford; im Jahr 1911 war er dessen Vorsitzender. Zwischen 1917 und 1920 saß er im Senat von Connecticut. 1932 wurde er im ersten Distrikt von Connecticut in das US-Repräsentantenhaus in Washington, D.C. gewählt. Dort trat er am 4. März 1933 die Nachfolge von Augustine Lonergan an. Sein Wahlsieg steht im Zusammenhang mit dem damaligen Bundestrend zu Gunsten der Demokraten, der mit der Wahl von Franklin D. Roosevelt zum US-Präsidenten seinen Höhepunkt fand. Nach zwei Wiederwahlen konnte Kopplemann bis zum 3. Januar 1939 drei zusammenhängende Legislaturperioden im Kongress absolvieren. Bei den Wahlen des Jahres 1938 unterlag er dem Republikaner William J. Miller.
Bis 1949 wechselten sich Kopplemann und Miller gegenseitig im Kongress ab. Bei den Wahlen des Jahres 1940 konnte Kopplemann sein Mandat zurückgewinnen und zwischen dem 3. Januar 1941 und dem 3. Januar 1943 eine weitere Amtszeit im Kongress verbringen, ehe er wieder von Miller abgelöst wurde, der die Wahlen des Jahres 1942 gewonnen hatte. Weitere zwei Jahre später gelang Kopplemann die erneute Rückkehr in den Kongress. Zwischen dem 3. Januar 1945 und dem 3. Januar 1947 absolvierte er dort dann seine letzte Amtszeit. Im Jahr 1946 verlor er wieder gegen Miller, der dann erneut seine Nachfolge antrat.
Nach dem endgültigen Ende seiner Zeit im US-Repräsentantenhaus war Kopplemann noch Vorsitzender des staatlichen Wasserausschusses von Connecticut. Er starb am 11. August 1957 in Hartford und wurde in Wethersfield beigesetzt.